# Ц-25
Ц-25 — радянський десантний планер конструкції П. В. Цибіна, розрахований на перевезення 25 десантників. Випускався на Оренбургському заводі № 47 з 1947 по 1949 рік. Всього було побудовано 251 екземпляр.
Завдання на проєктування планера Ц-25, розрахованого на 25 десантників або 2200 кг вантажів, видали П. В. Цибіну в кінці 1943 року. Його дослідний екземпляр збудували (згідно з даними К. В. Грібовського, в кінці 1944 року) на заводі десантного обладнання № 468 в селищі Бескудніково (зараз район Москви). Через нестачу робочих до його будівництва залучили планеристів ВДВ, кому не вистачило планерів і хто мав слюсарні та столярні професії.
Через малі розміри складального цеху апарат розміщувався в ньому тільки по діагоналі.
Ц-25 виготовлявся здебільшого з деревини — недефіцитного і недорогого конструкційного матеріалу, що найбільше підходив для конструкції, розрахованої на одноразове використання. Ц-25 мав високопланову схему з трапецієподібним крилом, що дісталася від його попередника КЦ-20, створеного П. В. Цибіним спільно з Д. І. Колесніковим в 1941 році. Великими недоліками КЦ-20 були неможливість повністю використовувати його вантажопідйомність (був відсутній вантажний люк великого розміру) і переднє розташування кабіни екіпажу, що приводило до загибелі екіпажу при зіткненні планерів з перешкодами на посадках в бойових умовах.
На Ц-25 носову частину зробили відкидною (в правий бік). Вантажна кабіна мала довжину — 6, ширину 1,8, висоту 1,7 м. Для завантаження техніки (дивізійної гармати з тягачем) або 25 десантників призначений двоколійний трап, що в польоті використовувався як сидіння. Якщо порівнювати з КЦ-20, аеродинаміка Ц-25 погіршилася через перенесення кабіни на верх фюзеляжу. Ц-25 вийшов «двоповерховим» — під кабіною пілотів розташовувалася техніка або десантники, над пілотами — люк аварійного покидання зі заскленою кришкою, що скидається. Погіршили аеродинаміку на Ц-25 і підкоси крила.
У районі кріплення підкосів застосували профіль Р-11М — відносною товщиною 14 %, в решті частини — 10 %. Однолонжеронне крило (розмах крила 25,2 м, площа крила 70 кв. м) з щілинними елеронами і закрилками складалося з двох окремих частин, що кріпилися до фюзеляжу. Крило в передній частині обшивалося фанерою, а інша частина — полотном. Відхилення закрилків на 45 град знижувало максимальну аеродинамічну якість з 16 до 9, що збільшувало крутизну глісади. При цьому швидкість зниження змінювалася з 2—4 до 5—6 м/с, а горизонтальна — з 140 до 130 км/год. Використання закрилків на планері давало ще одну перевагу — дозволяло уточнювати розрахунок на посадку. Для цього закрилки в разі явного недотягування до розрахункового місця приземлення прибирали (але не нижче 75-метрової висоти).
На відміну від КЦ-20, на Ц-25 на крилі були інтерцептори. Їх випуск спільно з закрилками збільшував вертикальну швидкість зниження до 8 м/с. Їх також використовували для уточнення розрахунку на посадку, але до висоти 50 м. Відмова від турелі на Ц-25 (яка на КЦ-20 планувалася, для чого зарезервували місце), викликала перехід до однокільового оперення. На кермі висоти був керований тример, на кермі напряму — пластинчастий (ніж — прим. Ред.). Проводка до керма напряму — тросова, до елеронів і керма висоти — за допомогою жорстких тяг.
Посадка здійснювалася на лижу з гумовою амортизацією. Основні опори злітного шасі — з поодинокими колесами розміром 800×260 мм. Гальма з приводом від пневмосистеми. Перехід на шасі з носовою опорою (колесо розміром 470x210 мм) був вимушеним рішенням, і прохідність планера від цього погіршилася. Щоб зменшити ймовірність поломки передньої опори в разі посадки на непідготовлені майданчики, в верхньому вузлі вона кріпилася штифтом, що зрізався при дії на опору надмірного навантаження. Льотні випробування в НДІ ВПС проводив М. Ф. Романов, що служив у звичайній планерній частині.
Ц-25 красивим не назвеш. За експлуатаційні вигоди довелося заплатити чистотою форм, властивою КЦ-20. При цьому втратили ще одну властивість КЦ-20 — здатність здійснювати зльоти і посадки без злітно-посадкових пристроїв (на днище фюзеляжу). Серійний випуск планерів освоїв оренбурзький авіазавод No.47. Загалом побудували 251 Ц-25. З них 24 — у 1947-му, коли їх тільки освоїли. Максимум випуску припав на 1948-й — 127 машин. В останньому 1949-му здали замовнику 100 планерів і завод почав освоєння Як-14.
Галерея

Креслення загального виду
Варіанти завантаження планера
В планер завантажена гармата
Розвантаження планера

До серпня 1948-го в НДІ ВПС випробовувалися два модифікованих Ц-25. На буксирі з Ц-25 важчий Іл-12 програвав у швидкості горизонтального польоту аерозчеплення з Ту-2 — 286 км/год проти 321 км/год відповідно. Однак аеропоїзд з Іл-12 мав менший розгін — 810 м проти 875 м у Ту-2. Щоб аеропоїзд з Ту-2 зберегти ту ж злітну дистанцію 2200 м як у зчіпки з Іл-12, використовували форсажний режим двигунів замість номінального у «Іла». Іл-12 також забезпечував більший надлишок швидкості для набору висоти 2000 м — 80 км/год проти 15, більшу стелю — 3860 м проти 3000 м і менший час набору висоти 3000 м — 28 замість 30 хв.
Максимальна швидкість у вільному плануванні доходила до 345 км/год, мінімальна — 115—125 км/год, Найвигідніша — 155—160, посадкова 80. Пробіг — 355 м. Випробування виявили неможливість польоту на планері без вантажу балансування, інакше планер мав заднє центрування. Поширеним дефектом Ц-25 був обрив сталевого буксирувального тросу. Зазвичай це відбувалося перед зльотом, при виборі слабини. Радикально позбутися його так і не змогли.
Перш ніж братися за буксирування дослідного планера Іл-32, випробували зв'язку «Віяло» в складі Ц-25 і двох Лі-2. Буксирувальники літали строєм правий пеленг. Навантаження на педалі веденого літака при відході від ведучого в сторону на метр доходила до 45 кг, на 2—3 м — до 90 кг. У польотах потрібно було літати без інтервалу і дистанції. В дев'ятому польоті це ледве не призвело до аварії.
Перехід на капронові троси дозволив згладжувати в польоті неминучі ривки (проте їх впровадження в широку експлуатацію не відбулося, оскільки вантажні планери на той час завершували своє льотне життя). В результаті випробувань по темі «Віяло» прийшли до висновку, що польоти в строю без інтервалу і дистанції небезпечні, і від серійного виготовлення планера Іл-32 відмовилися.
Ц-25 базувалися на аеродромах від Білорусії до Далекого Сходу.
У 1945 році була створена модифікація Ц-25М з двома двигунами М-11Ф. Але тягоозброєності ледь вистачало для горизонтального польоту. Мотопланер відрізнявся обмеженою маневреністю і тихохідністю, що робило його дуже вразливим в бойових умовах і ускладнювало пілотування. Ц-25М випробовував А. О. Дабахов. Мотопланер серійно не будувався.
У 1950 році відбувся єдиний у світі дальній переліт в Арктику в район Північного полюса на планерах Ц-25, що буксирувалися за Іл-12. Перший переліт виконувався з метою визначення можливості і умов експлуатації планерів в Арктиці. У звичайних польотах планеристи не заходили в хмари, але в Арктиці цього не вдавалося минути. В хмарах планеристи втрачали з поля зору буксирувальника, а це загрожує аварійною ситуацією. Буксирування планерів, тим більше важких, відрізняється складністю техніки пілотування. Для таких польотів створили радіолокаційну систему «Стриж».
Експедиція в складі двох буксировщиків Іл-12, до яких причепили навантажені планери, стартувала 11 березня 1950 року з аеродрому Мясново. 5 квітня авіатори після багатоденного виснажливого перельоту досягли заздалегідь розвіданої крижини, в 300 км від Північного полюса, неподалік від дрейфуючої станції «Північний полюс-2». Через два дні (після важкого зльоту) аеропоїзди попрямували в умовах виснажливої бовтанки до Північного географічного полюса. Зробивши на висоті 400 м три кола над полюсом, аерозцепки повернулися на крижину і на наступний день вирушили в бухту Тіксі. Після багатоденного перельоту 11 травня аеропоїзди приземлилися на аеродромі Мясново.
У 1951—1953 роках у планерних полках Ц-25 стали замінювати на Як-14. До нашого часу жоден екземпляр Ц-25 не зберігся.
У 1947-му розробили проєкт важкого планера Ц-60 для перевезення 6000 кг вантажу (в тому числі легкого танка) або до 60 солдатів. Фактично це був збільшений в масштабі Ц-25.